# Curt Lofterud

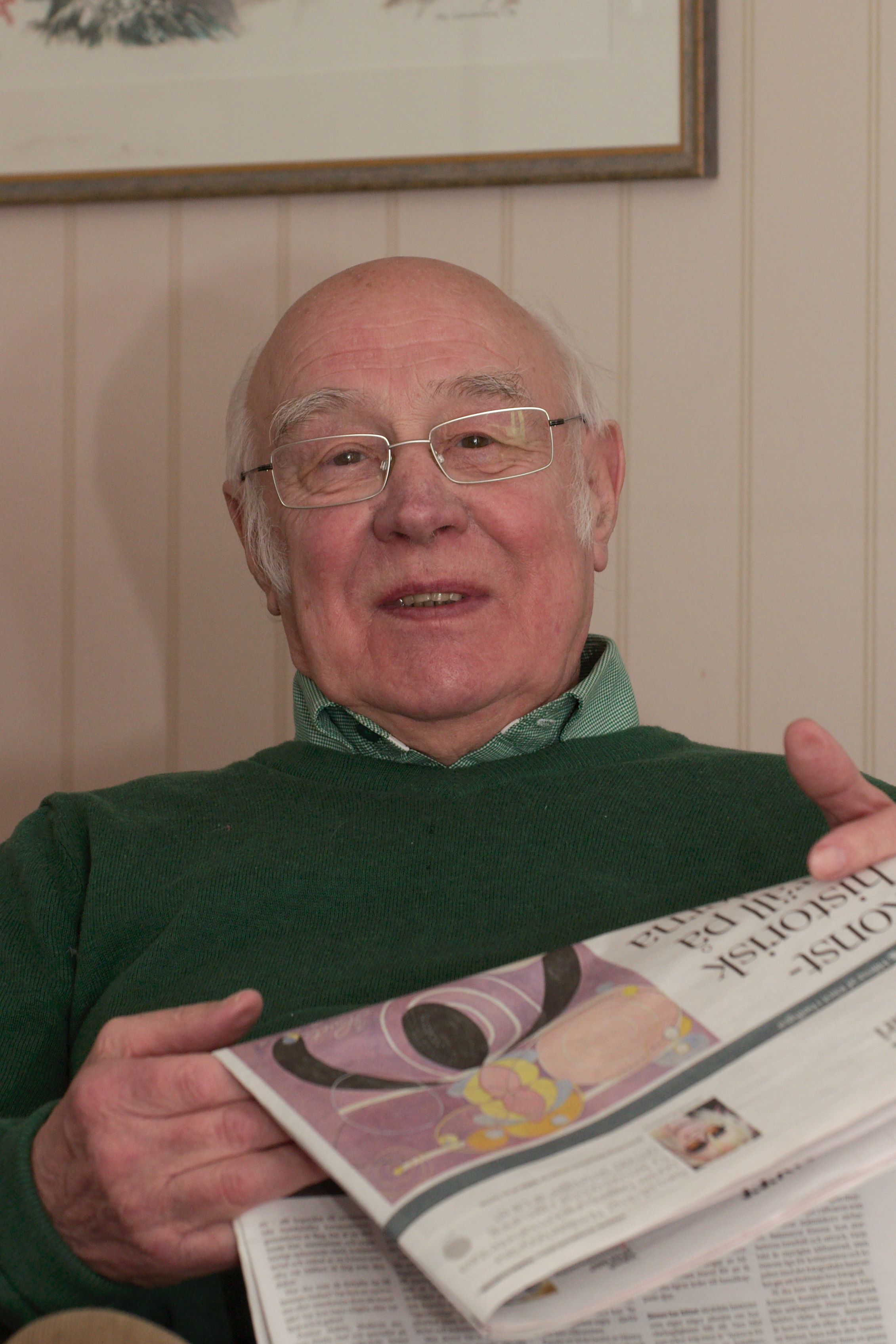
Curt Lofterud 2013.

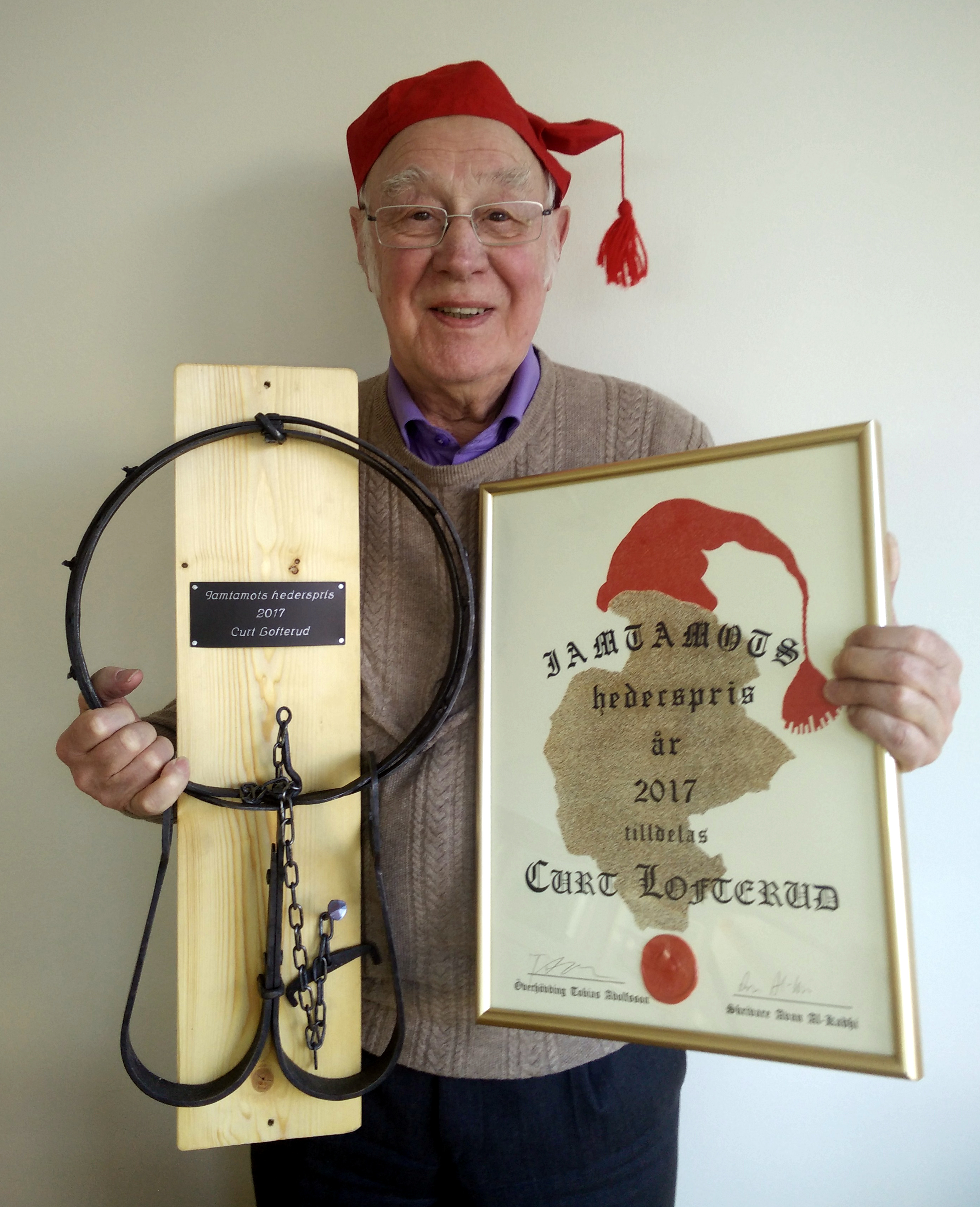
Jamtamots Hederspris 2017.

Curt Lofterud, född Kurt Väinö Olsson den 5 december 1928 i Långserud i nuvarande Säffle kommun, Värmlands län, död 17 februari 2025 i Offerdal i Krokoms kommun, Jämtlands län, var en svensk författare och föreläsare.

## Verksamhet
Lofterud verkade tidigare som lärare och läromedelsproducent, men har blivit mest känd som naturskildrare och i vid bemärkelse naturvårdare i västra Jämtland. Sedan 1982 har han varit verksam inom den jämtländska hembygdsrörelsen och inom jämtländsk lokalhistorieforskning, bland annat som mångårig ordförande i Alsens hembygdsförening.
Besöksanläggningen Glösa – Älgriket, vid hällristningarna nära Glösa i Alsen, som både är en utställning och ett rollspel som visar hur ett jägarfolk levde där under äldre stenålder, tillkom delvis genom Lofteruds engagemang.

## Priser och utmärkelser
- Årets Pandabok (barnboksklassen) 1994
- Hazeliusmedaljen – Nordiska museet 2005
- Guldstjärnan – årets serviceperson i Krokoms kommun 2012[6]
- Jamtamots Hederspris 2017[7]